# Bogdanowka (rejon konyszowski)
Bogdanowka (ros. Богдановка) – wieś (ros. деревня, trb. dieriewnia) w zachodniej Rosji, w sielsowiecie maszkinskim rejonu konyszowskiego w obwodzie kurskim.

## Geografia
Miejscowość położona jest w dorzeczu Bieliczki (lewy dopływ Swapy), 3 km od centrum administracyjnego sielsowietu (Maszkino), 14 km na północny wschód od centrum administracyjnego rejonu (Konyszowka), 62 km na północny zachód od Kurska.
We wsi znajduje się 38 posesji.
Klimat
Miejscowość, jak i cały rejon, znajduje się w strefie klimatu kontynentalnego z łagodnym ciepłym latem i równomiernie rozłożonymi opadami rocznymi (Dfb w klasyfikacji klimatów Köppena).

## Demografia
W 2010 r. wieś zamieszkiwało 18 osób.